# Teatro de Magnesia
El Teatro de Magnesia fue un antiguo teatro griego situado en la ciudad de Magnesia del Meandro, en Asia Menor, Turquía. No debe confundirse con otro teatro, conocido como el Theatron, que se encontraba un poco más al sur.

## Historia
Fue construido en el período helenístico alrededor del año 160 a. C. Sin embargo, es posible que existiera un predecesor en su emplazamiento. En muchos aspectos se parece al teatro de Éfeso y al teatro de Mileto.
El teatro fue reconstruido a principios de la época imperial romana, en el siglo I d. C.En la época imperial posterior, se adaptó a los espectáculos romanos, que solían representarse en anfiteatros.
Los alemanes excavaron el yacimiento bajo la dirección de Friedrich Hiller von Gaertringen y Wilhelm Dörpfeld entre 1890 y 1891.

## Descripción
Estaba situado en la ladera de una colina en la parte sureste de la zona urbana de Magnesia del Meandro, justo al sur del ágora. El edificio estaba orientado al noroeste.  Su graderío era ligeramente más ancho que un semicírculo, con un diámetro de unos 71 m. Un pasillo horizontal transversal (diazomata) dividía las partes inferior y superior de la cávea. Esta tenía un diámetro de 67,5 m. Su graderío era ligeramente más ancho que un semicírculo, con un diámetro de unos 71 m. Se desconoce el número de filas de asientos, ya que la parte superior está mal conservada. Escaleras verticales dividían la parte inferior en cinco sectores. La parte superior también estaba dividida en sectores, pero tampoco se sabe con certeza el número de estos. En la primera fila había asientos de honor de mármol para los dignatarios.
El diámetro de la orchestra era de unos 21,6 m. Estaba recubierta de piedras de mármol. También se han conservado restos de la skené. En la época helenística, la skené disponía de cinco salas con acceso a la orchestra. La escena estaba flanqueada en tres de sus lados por un proscenio. Sus estructuras eran de estilo dórico. En la época romana, la skené fue reconstruida y convertida en un muro decorativo (scaenae frons). Un túnel subterráneo llamado kharon conducía a la orchestra desde el edificio del escenario. El aforo era aproximadamente de 4700 espectadores.
En el teatro había numerosas estatuas. Datan principalmente de la época romana temprana y estaban dedicadas a figuras tanto griegas como romanas. Entre las estatuas se han encontrado al menos 25 pedestales.
Estaba conectado a un santuario cercano dedicado a Dioniso. La ciudad también tenía otro teatro, conocido como el Theatron, y un odeón.